# Шитай
Шита́й (кит. упр. 石台, пиньинь Shítái) — уезд городского округа Чичжоу провинции Аньхой (КНР).

## История
Во времена империи Лян в этих местах был создан уезд Шидай (石埭县). Во времена империи Суй он был присоединён к уезду Наньлин (南陵县). При империи Тан уезд Шидай был в 765 году создан вновь.
Во времена империй Мин и Цин уезд подчинялся Чичжоуской управе (池州府). После Синьхайской революции 1911 года в Китае была проведена реформа структуры административного деления, в ходе которой управы были упразднены.
После того, как во время гражданской войны эти места перешли под контроль коммунистов, в 1949 году был образован Специальный район Чичжоу (池州专区), и уезд вошёл в его состав. В 1952 году Специальный район Чичжоу был расформирован, и уезд перешёл в состав Специального района Хойчжоу (徽州专区). В 1956 году уезд был передан в состав Специального района Уху (芜湖专区). В 1959 году уезд был расформирован.
В 1965 году был вновь образован Специальный район Чичжоу, и воссозданный уезд, название которого было изменено с «Шидай» на «Шитай», вернулся в его состав. В 1970 году Специальный район Чичжоу был переименован в Округ Чичжоу (池州地区). В 1980 году округ Чичжоу был расформирован, и уезд был передан в состав округа Хойчжоу (徽州地区). В 1987 году уезд перешёл в состав округа Аньцин.
В 1988 году постановлением Госсовета КНР округ Чичжоу был образован вновь, и уезд вернулся в его состав. В 2000 году постановлением Госсовета КНР округ Чичжоу был преобразован в городской округ.

## Административное деление
Уезд делится на 6 посёлков и 2 волости.